# Враг народа Бухарин
«Враг наро́да Буха́рин» — советский исторический художественный фильм 1990 года. Фильм пытается раскрыть события 1930-х годов на основе так называемого дела Бухарина.

## Сюжет
Фильм посвящён биографии видного большевика Николая Бухарина (1888—1938), которого считают одной из самых трагических фигур в истории Советского Союза. Показан судебный процесс над ним. По мере того как ему предъявляют абсурдные обвинения, Бухарин вспоминает прожитую жизнь.

## В ролях
- Главные действующие лица
  - Александр Романцов — Николай Иванович Бухарин
  - Сергей Шакуров — Иосиф Виссарионович Сталин
  - Евгений Лазарев — Андрей Януарьевич Вышинский (озвучил Борис Щербаков)
  - Геннадий Сайфулин — Алексей Иванович Рыков
- Другие роли
  - Саша Васильев — Бухарин в юности
  - Всеволод Плоткин — Зиновьев
  - Альберт Буров — Каменев
  - Лев Лемке — Троцкий
  - Николай Ферапонтов — Ежов
  - Георгий Склянский — Ягода
  - Марина Либакова-Ливанова — Надежда Аллилуева
  - Иван Косых — Ленин
  - Юрий Михайлов — Крестинский
  - Леонид Евтифьев — Розенгольц
  - Алексей Литвинов — Зеленский
  - Виктор Нестеров — Иванов
  - Геннадий Чулков — Гринько
  - Евгения Токарева — Анна Ларина
  - Анатолий Грачёв — Ворошилов
  - Валерий Порошин — Горький
  - Олег Форостенко — Молотов
  - Нина Дробышева — М. И. Ульянова
  - Лидия Драновская — Крупская
  - Виктор Уральский — Калинин
  - Игорь Петров — Каганович
  - Владимир Стержаков — Кольцов
  - Константин Борисов — Фриновский
  - Ян Янакиев — Ульрих
  - Михаил Езепов — Икрамов
  - Михаил Зимин — директор гимназии
  - Сергей Мигицко — учитель гимназии
  - Павел Ахальцев — гимназист Григорий Сокольников
  - Леонид Тимцуник — Буланов
  - Юрий Сосновский — Чернов

## Съёмочная группа
- Авторы сценария: Виктор Дёмин и Леонид Марягин
- Режиссёр: Леонид Марягин
- Оператор: Борис Новосёлов
- Художник: Николай Маркин, Феликс Ясюкевич